# J. H. Bográn
José H. Bográn (1972. San Pedro Sula, Cortés), más conocido como J. H. Bográn, es un escritor, editor y catedrático de universidad hondureño.

## Biografía y carrera
Bográn nació en 1972 en San Pedro Sula. Obtuvo una licenciatura en administración de empresas en la Universidad de San Pedro Sula. Fue editor de la revista turística Tips & Trips Magazine desde 1991 hasta el 2000. Desde 2007, fue moderador y director en el espacio CritecArte del Centro Cultural Sampedrano hasta el año 2014. Laboró como profesor de inglés en la Universidad Tecnológica Centroamericana desde 2015 hasta 2018. Es editor y escritor para la revista, The Big Thrill, editada por la asociación International Thriller Writers.

## Obras
- Treasure Hunt (2006)[2]
- Heredero del mal (2007)[4]
- Firefall (2013)[5]
- Death Toll: Short Thriller Fiction; Full Length Adrenalin (antologado) (2013)[6]
- Death Toll 2: Hard Targets (antologado) (2013)[7]
- Poisoned Tears (2017)[8]
- Treasure Hunt (segunda edición) (2018)[9]
- Heir of Evil (edición en inglés de Heredero del mal) (2018)[10][11]
- Death Toll 3: End Game (antologado) (2019)